# Twins – Zwillinge
Twins – Zwillinge (Originaltitel: Twins) ist eine US-amerikanische Spielfilm-Komödie aus dem Jahr 1988. Der Regisseur war Ivan Reitman, das Drehbuch schrieben William Davies, William Osborne, Timothy Harris und Herschel Weingrod. Die Hauptrollen spielten Arnold Schwarzenegger und Danny DeVito. Der Film startete am 23. März 1989 in den deutschen Kinos.

## Handlung
Der jenseits der Zivilisation aufgewachsene Julius Benedict erfährt, dass er einen Bruder namens Vincent hat. Die zweieiigen Zwillingssöhne von Mary Ann Benedict sind das Ergebnis eines genetischen Experiments mit den Samen von sechs Spendern, bei dem Julius die erstklassigen Erbanlagen auf sich vereinigte und Vincent mit dem „Erbanlagenmüll“ ein Nebenprodukt des Experiments darstellte. Da das Experiment geheim war, wurde der Mutter gesagt, ihr Kind sei bei der Geburt gestorben und umgekehrt den Jungen, die nach der Geburt getrennt wurden, ihre Mutter sei bei der Geburt gestorben. Trotz seiner Naivität gegenüber dem wirklichen Leben bricht Julius nach Los Angeles auf, um seinen Bruder zu suchen.
Es gelingt Julius tatsächlich, Vincent zu finden, der allerdings zu einem Kleingauner und Schürzenjäger herangewachsen ist und im Moment bei einem Kredithai enorm in der Kreide steht. Vincent bringt durch Täuschung seinen Bruder dazu, ihm beim Stehlen eines Autos zu helfen. Im Kofferraum befindet sich ein gestohlener Teil eines neu entwickelten Flugzeugmotors, für den der Auftraggeber, ein Industrieller namens McKinley, bereit ist, eine siebenstellige Summe zu zahlen. Dieses Auto sollte allerdings von einem skrupellosen Killer namens Webster überstellt werden, der sich daraufhin auf die Jagd nach den Dieben macht und sehr bald auf Vincents Spur kommt.
Nachdem er die Details des Deals in die Finger bekommen hat, beschließt Vincent, zum Käufer zu fahren, um die Millionen für den Deal für sich einzusacken. Doch Julius drängt sich, ohne es zu wissen, in das Vorhaben mit dem Vorschlag, ihre Mutter zu suchen, deren Adresse er nach einigen Nachforschungen herausfinden konnte. Die beiden Brüder fahren somit nun gemeinsam mit Linda und Marnie Mason, der Freundin von Vincent und deren mit Julius anbändelnde Schwester, durch die USA. Sie suchen Mary Ann in der Künstlerkolonie, in der diese nach Auskunft des Genexperimentleiters leben soll, werden aber dort informiert, dass Mary Ann bereits verstorben sei – ohne zu wissen, dass die Frau, die ihnen diese Information gibt, um sie als vermeintliche Immobilienhaie abzuwimmeln, die gesuchte Mary Ann Benedict ist.
Von Enttäuschung gezeichnet, lässt Vincent die Gefährten zurück und bringt das Motorteil zu McKinley. Als dieser den Flugzeugmotor erhalten und Vincent mit den fünf Millionen ausbezahlt hat, werden McKinley und seine Begleiter von Webster erschossen, nachdem er sie zur Rede gestellt hat, weil sie nun sein Gesicht kennen und er unerkannt bleiben will. Webster will nun auch noch Vincent töten und ihm das Geld abnehmen, doch im letzten Augenblick taucht Julius auf und rettet seinen Bruder. Der Flugzeugmotor wird zurückgegeben, die Brüder erhalten 50.000 US-Dollar Belohnung und gründen – zusammen mit einer Million von Websters Honorar, die Vincent heimlich abgezweigt hat – ein kleines Unternehmen. Mary Ann Benedict liest darüber in einer Zeitung, besucht ihre Söhne und enthüllt ihnen ihre wahre Identität. Die Benedicts, Linda und Marnie werden zu einer Großfamilie, die zwei Zwillingspaare in die Welt setzt.

## Synchronisation
Die deutsche Synchronisation entstand nach einem Dialogbuch und der Dialogregie von Andreas Pollak im Auftrag der Berliner Synchron GmbH Wenzel Lüdecke.
| Darsteller            | Sprecher                 | Rolle                   |
| --------------------- | ------------------------ | ----------------------- |
| Arnold Schwarzenegger | Thomas Danneberg         | Julius Benedict         |
| Danny DeVito          | Gerd Duwner              | Vincent Benedict        |
| David Caruso          | Patrick Winczewski       | Al Greco                |
| Trey Wilson           | Christian Rode           | Beetroot McKinley       |
| Tom McCleister        | Karl Schulz              | Bob Klane               |
| Maury Chaykin         | Alexander Herzog         | Burt Klane              |
| Nehemiah Persoff      | Friedrich Georg Beckhaus | Dr. Mitchell Traven     |
| Hugh O’Brian          | Lothar Blumhagen         | Granger                 |
| Chloe Webb            | Philine Peters-Arnolds   | Linda Mason             |
| Kelly Preston         | Maud Ackermann           | Marnie Mason            |
| Bonnie Bartlett       | Hannelore Minkus         | Mary Ann Benedict       |
| David Efron           | Jörg Döring              | Morris Klane            |
| Frances Bay           | Renate Danz              | Mutter Oberin           |
| Peter Dvorsky         | Till Hagen               | Peter Garfield          |
| John Michael Bolger   | Martin Keßler            | Sicherheitsmann Potter  |
| Richard Portnow       | Norbert Gescher          | Tony, Chop Shop Inhaber |
| Marshall Bell         | Axel Lutter              | Webster                 |
| Tony Jay              | Joachim Nottke           | Werner                  |

## Kritiken
Der Film erhielt gemischte Kritiken. Das Filmkritik-Portal Rotten Tomatoes gibt für den Film 44 % positive Rezensionen an und er hat einen Metascore von 53 von 100 bei Metacritic.
Rita Kempley bezeichnete den Film in der Washington Post vom 9. Dezember 1988 als „mittelmäßig“ und als ein „Starvehikel“.

„Mit infantiler Fantasie wurde ein Hollywood-Märchen um den Gegensatz des Paares Schwarzenegger/de Vito zusammengezimmert: ein bescheidenes Lustspielvergnügen mit gelegentlich naivem Charme und einigen gelungenen Einfällen.“

## Auszeichnungen
Das Lied Twins wurde für den Preis Golden Globe nominiert. Der Film gewann den People's Choice Award in der Kategorie Beste Komödie, den BMI Film & TV Award in der Kategorie Beste Musik und den American Society of Composers, Authors and Publishers Film and Television Music Award.

## Fortsetzung
In der geplanten Fortsetzung mit dem Titel „Triplets“ (Drillinge) sollten Schwarzenegger und DeVito ihren lange verschollenen Drillingsbruder finden. Für die Rolle war zuerst Eddie Murphy und später Tracy Morgan vorgesehen. Regisseur Ivan Reitman verstarb jedoch im Februar 2022, sodass der Status des Films unklar blieb. Im Mai 2023 bestätigte Schwarzenegger, dass es keine Fortsetzung geben würde, da Reitmans Sohn Jason die Idee nach dem Tod seines Vaters verwarf.